# Şahsiyet
Şahsiyet (pt: Personalidade) é uma telenovela turca escrita por Hakan Günday e dirigida por Onur Saylak. É protagonizada por Haluk Bilginer e Cansu Dere. A primeira temporada estreou em 17 de março de 2018 e foi transmitida pela puhutv.
A segunda temporada começou em 13 de novembro de 2023 e foi transmitida pela rede GAİN.

## Sinopse
Agâh Beyoğlu é um aposentado de 65 anos que trabalhou como funcionário do tribunal e vive sozinho em um antigo edifício otomano, homenageando sua falecida esposa, Mebrure. Após a morte de seu amado gato, Münir Bey, por negligência, Agâh procura um médico e descobre que está com Alzheimer. Ele luta para aceitar o diagnóstico e se afunda em depressão. No entanto, ao encontrar amigos em um evento, ele começa a perceber algumas vantagens em sua condição e toma uma decisão que marca um ponto de virada em sua vida.
Nevra Elmas, uma jovem policial idealista, trabalha na Sede da Polícia de Istambul e é a única mulher no Departamento de Homicídios. Ela enfrenta assédio moral por parte de seus colegas homens, especialmente do misógino Firuz, que acreditam que sua presença na equipe é apenas resultado do sexismo benevolente.
Enquanto isso, um serial killer vestido com uma fantasia de gato começa a aterrorizar Istambul. Tanto Nevra quanto Agâh têm uma conexão com as vítimas: o pequeno e conservador distrito de Kambura, nas proximidades de Istambul.

## Elenco
- Haluk Bilginer	...	 Agâh Beyoglu
- Cansu Dere	...	 Nevra Elmas
- Metin Akdülger ... Ates Arbay
- Sebnem Bozoklu ... Zuhal
- Hüseyin Avni Danyal ... Cemil
- Necip Memili ... Tolga
- Senay Gürler ... Nükhet
- Ayhan Kavas ... Gürkan
- Önder Selen ... Mümtaz
- Ibrahim Selim ... Sefa
- Firat Topkorur ... Firuz
- Recep Usta ... Deva
- Rabia Soyturk ... Süveyda
- Alptekin Ertürk ... Selim

## Recepção
Escrevendo para o Vatan, Oya Doğan criticou a duração do primeiro episódio, afirmando que "era muito longo [...] 85% dele se dedicava a contar quem era Agah Beyoğlu". Em seu artigo, ela observa que a série inicialmente seguiu as normas típicas das webséries, mas posteriormente se transformou em algo mais próximo de uma série de televisão. Por outro lado, a escritora Ayşe Özyılmazel, do Sabah, elogiou a qualidade da produção, descrevendo a série como "talvez a melhor da história das séries turcas".
Em 2020, Şahsiyet ocupa o 35º lugar na lista das 250 melhores séries de televisão do Internet Movie Database (a série tem 9,/10 estrelas no site).

## Prêmios e indicações
| Ano  | Prêmio                   | Categoria                              | Destinatários e nomeados | Resultado | Ref.         |
| ---- | ------------------------ | -------------------------------------- | ------------------------ | --------- | ------------ |
| 2018 | EN Awards                | Melhor Série de TV da Internet de 2018 | Şahsiyet                 | Venceu    | [ 7 ]        |
| 2019 | SXSW Film Design Awards  | Melhor em Design de Títulos            | Ethem Cem & Enes Özenbaş | Indicado  | [ 8 ]        |
| 2019 | International Emmy Award | Melhor Ator                            | Haluk Bilginer           | Venceu    | [ 9 ] [ 10 ] |
| 2024 | International Emmy Award | Melhor Ator                            | Haluk Bilginer           | Indicado  |              |